# Dược lý lâm sàng
Dược lý lâm sàng là khoa học về thuốc ở người và sử dụng lâm sàng tối ưu ở bệnh nhân. Nó được củng cố bởi khoa học dược lý cơ bản, với trọng tâm bổ sung vào việc áp dụng các nguyên tắc dược lý và phương pháp định lượng trong dân số bệnh nhân thực sự. Nó có phạm vi rộng, từ việc phát hiện ra các phân tử mục tiêu mới cho đến ảnh hưởng của việc sử dụng thuốc trong toàn bộ dân số.
Dược sĩ lâm sàng thường được đào tạo y khoa và khoa học nghiêm ngặt cho phép họ đánh giá bằng chứng và đưa ra dữ liệu mới thông qua các nghiên cứu được thiết kế tốt. Dược sĩ lâm sàng phải được tiếp cận với đủ lượng bệnh nhân ngoại trú để chăm sóc, giảng dạy và giáo dục lâm sàng, và nghiên cứu cũng như được giám sát bởi các chuyên gia y tế. Trách nhiệm của họ đối với bệnh nhân bao gồm, nhưng không giới hạn trong việc phân tích tác dụng phụ của thuốc, phương pháp điều trị và độc tính bao gồm độc tính sinh sản, nguy cơ tim mạch, quản lý thuốc phẫu thuật và dược tâm lý.
Dược lý lâm sàng cũng kết nối khoảng cách giữa thực hành y tế và khoa học phòng thí nghiệm. Mục tiêu chính là thúc đẩy sự an toàn của đơn thuốc, tối đa hóa tác dụng của thuốc và giảm thiểu tác dụng phụ. Trong khía cạnh này, có thể có một hiệp hội kết nối với các dược sĩ có kỹ năng trong các lĩnh vực thông tin về thuốc, an toàn của thuốc và các khía cạnh khác của thực hành khoa dược liên quan đến dược lý lâm sàng. Trên thực tế, tại các quốc gia như Mỹ, Hà Lan và Pháp, dược sĩ có thể được đào tạo để trở thành dược sĩ lâm sàng, để cải thiện liệu pháp thuốc tối ưu với các kiến thức liên quan đến dược lý lâm sàng.